# Mihai Mincă
Mihai Adrian Mincă (* 8. Oktober 1984 in Alba Iulia, Kreis Alba) ist ein rumänischer Fußballspieler.

## Karriere
Die Karriere von Mincă bei Minaur Zlatna unweit seiner Heimatstadt Alba Iulia in der Divizia B (heute Liga II). In seiner ersten Spielzeit kam er auf fünf Einsätze und wechselte im Jahr 2003 zu Apulum Alba Iulia, das gerade in die Divizia A (heute Liga 1) aufgestiegen war. Weder in der Saison 2003/04, als Apulum die Saison auf dem sechsten Platz abschließen konnte, noch in der darauffolgenden Spielzeit, als der Klub aus der Divizia A absteigen musste, kam er an Stammtorwart Florin Cotora vorbei.
Im Jahr 2005 verließ Mincă seine Heimatstadt und wechselte zu Rapid Bukarest in die Hauptstadt. Bei Rapid war er die Nummer zwei hinter Dănuț Coman und kam in zwei Jahren lediglich auf neun Einsätze. In dieser Zeit konnte er mit den Pokalsiegen 2006 und 2007 seine ersten beiden Titel gewinnen. Im Sommer 2007 verließ er Rapid und wechselte zum Ligakonkurrenten Gloria Buzău. In der Saison 2007/08 wurde er zum Stammspieler und sicherte sich mit seinem Klub den Klassenerhalt. Die Spielzeit 2008/09 beendete Gloria als Letzter und musste absteigen. Im Saisonverlauf wechselte Trainer Mario Marinica mehrmals die Torhüter, so dass Mincă mit seinen Kollegen Tomislav Arcaba und Cristian Zimmermann jeweils auf ein Drittel der Spiele kam.
Nach dem Abstieg verließ Mincă Buzău und schloss sich dem FC Brașov an. Dort war sein Rivale erneut Dănuț Coman, den er im April 2010 erfolgreich verdrängen konnte. In der Hinrunde der Saison 2010/11 war er Stammtorwart in Brașov, ehe er im Januar 2011 zum amtierenden rumänischen Meister, CFR Cluj, wechselte. Dort konnte er sich im April 2011 gegen seinen Konkurrenten Nuno Claro den Platz im Tor erkämpfen. In der Spielzeit 2011/12 saß er als Stellvertreter von Beto meist auf der Bank. Dadurch steuerte er nur einen Einsatz zum Gewinn der Meisterschaft 2012 bei. Auch in den beiden folgenden Jahren kam er als Nummer drei hinter Mário Felgueiras und Eduard Stăncioiu nicht zum Zuge. Dies änderte sich durch Felgueiras’ Wechsel in die Türkei Anfang 2015. Mincă wurde zur Nummer eins im Tor. Dieser Status änderte sich nach dem fünften Spieltag der Saison 2015/16. Durch eine rote Karte verlor er seinen Platz an Traian Marc und erlebte den Pokalsieg 2016 von der Tribüne aus. Zu Beginn der Spielzeit 2016/17 kehrte er wieder in die Stammformation zurück.

## Erfolge
- Rumänischer Meister: 2012
- Rumänischer Pokalsieger: 2006, 2007, 2016